# Maár Gyula
Maár Gyula (Budapest, 1934. augusztus 2. – Budapest, 2013. december 20.) Kossuth- és Balázs Béla-díjas magyar filmrendező, forgatókönyvíró.

## Életpályája
Polgári családba született. Az Eötvös Loránd Tudományegyetem Bölcsészettudományi Karának hallgatója volt 1952–1957 között, történelemből és irodalomból diplomázott. Tanított néhány évig, majd 1960–1961-ben a Medicina Könyvkiadó lektora, 1961-től 1963-ig pedig a Magvető Könyvkiadó szerkesztője volt. 1963-ban jelentkezett a Színház- és Filmművészeti Főiskolára, 1968-ban végzett rendezőként, ezután a Mafilm rendezője lett. Első jelentősebb alkotása a Balázs Béla Stúdióban készült 1971-ben Prés címmel. Első játékfilmjét 1973-ban rendezte Végül címmel – a film a mannheimi filmfesztivál fődíját nyerte el, 1974-ben pedig a touloni filmfesztiválon a legjobb rendező díjat kapta. Minden filmjét finom, mély intelligencia, ironikus humor és az élet mulandóságát érző szomorúság szőtte át. A Teketória, az Első 200 évem, a Déryné, hol van? (ez utóbbiban nyújtott alakításáért Törőcsik Marit Cannes-ban a legjobb színésznő díjjal jutalmazták) mind olyan alkotások, amik hangnemükben, ízlésükben elütnek annak a kornak  sikervonulatától és elviségétől, amiben készültek. Készített tévéfilmet Giordano Bruno A gyertyás című egyetlen színpadi művéből, a rendszerváltásról szóló Hoppá című társadalmi filmszatírája  feltétlenül a legjobbak közül való a volt kommunista régióban – leleplező mondanivalója ma sokkal nyilvánvalóbb, mint amikor a film készült.
A filmszakma akkori vezetői szívesen söpörték szőnyeg alá a zavarba ejtően intelligens, sokrétű műveltségű, éles szemű, biztos ízlésű új rendezőtársat. Humora, látása rendkívül aktuális, eleven. Legtöbb filmjének operatőre Koltai Lajos volt, aki a legtiszteletteljesebb elismeréssel adózik Maár Gyula művészetének, csakúgy, mint Tarr Béla, aki Maár Gyula Töredék című legutolsó filmjének producere volt. Rendszeresen készített filmeket a Magyar Televíziónak. Nevéhez olyan tévéfilmek rendezése fűződik, mint az 1976-ban Jókai Mór regényéből készült A lőcsei fehér asszony, a Bűn és bűnhődés vagy az Én és a kisöcsém című zenés film. Készített portréfilmet feleségéről, Törőcsik Mariról, Pilinszky Jánosról és Polgár Lászlóról.
Gyermekkorában készített festményeit rövid időre kiállították Budapesten.
Végakarata szerinte felesége, Törőcsik Mari és lánya a hamvait a Sugovica folyóba szórta.

## Színházi munkái

### Szerzőként
- Bűn és bűnhődés (1969)
- Viszontlátásra, drága (1972)

### Rendezőként
- Pilinszky János: Síremlék (1978)
- Szép Ernő: Patika (1979)
- Hamilton: Gázláng (1983)
- Remenyik Zsigmond: 'Vén Európa' Hotel (1984)
- Popplewell: A hölgy fecseg és nyomoz (1985)
- Erkel Ferenc: Hunyadi László (1989)

## Filmjei

### Rendezőként
- Ablak (1966)
- Skorbut (1967)
- Klösz mester világa (1969)
- Prés (1971, forgatókönyvíró is) - nagyjátékfilm
- Végül (1973, forgatókönyvíró is) - nagyjátékfilm
- Déryné, hol van? (1975, forgatókönyvíró is) - nagyjátékfilm
- Teketória (1976, forgatókönyvíró is) - nagyjátékfilm
- Jókai Mór: A lőcsei fehér asszony (1976, forgatókönyvíró is) - tévéfilm
- Színész vagyok - Törőcsik Mari (1977) - tévéfilm
- Viszontlátásra, drága! (1978, forgatókönyvíró is) - tévéfilm
- Zenés TV Színház
  - Bűn és bűnhődés (1980) - tévéfilm, színházi közvetítés
  - Álom a színházról (1982)
  - Lysistrate (1983) – tv-opera
  - Lót (1985)
  - A Montmartre-i ibolya (1987)
  - Én és a kisöcsém (1989) – tv-operett
- Nápolyi mulatságok (1982, forgatókönyvíró is) - tévéfilm
- Felhőjáték (1983, forgatókönyvíró is) - nagyjátékfilm
- Micsoda útjaim (1984) - tévéfilm
- Széphistória (1984)
- Ez csak színjáték (1985)
- Első kétszáz évem (1985, forgatókönyvíró is) - nagyjátékfilm
- KZ-oratórium (1986) - tévéfilm, dokumentumfilm
- Moldova György: Malom a pokolban (1987, forgatókönyvíró is) - nagyjátékfilm
- Scuderi kisasszony (1986)
- Ördögi kísértetek (1986)
- Az ördög talizmánja (1987) (tévéfilm)
- Síremlék – Pilinszky János színművének (1989) - tévéfilm
- Búcsú a kommunizmustól (1990) - tévéfilm, dokumentumfilm
- A kommunizmus múmiái (1990) - tévéfilm, dokumentumfilm
- A szkipetárok földjén (1990)
- Hoppá (1993, forgatókönyvíró is) - játékfilm
- Lement a hold (1993) - tévéfilm
- Balkán! Balkán! (1993, forgatókönyvíró is) - nagyjátékfilm
- Fejezetek a magyar film történetéből (1995) - tévéfilm, ismeretterjesztő sorozat
- Moszkvai képeslap (1995)
- Törőcsik Mari (1996) - portréfilm
- Esti sugárkoszorú (1997) - tévéfilm, versösszeállítás
- Befordultam a konyhára (1997) - tévéfilm, versösszeállítás
- Törőcsik Mari Cannes-ben (1998) - tévéfilm
- Szilveszter vagy amit akartok (1998)
- Ennyiből ennyi - Erdély, 1990) (2000, forgatókönyvíró is) - nagyjátékfilm
- Töredék (2006, forgatókönyvíró is) - nagyjátékfilm

### Forgatókönyvíróként
- Harminckét nevem volt (1972)
- Ártatlan gyilkosok (1973)
- Megtörtént bűnügyek (1974)
- Mese habbal (1979)

### Színészként
- Macbeth (1982)

### Egyéb filmjei
- Sziget a szárazföldön (1969) – rendezőasszisztens
- A halhatatlan légiós, akit csak péhovárdnak hívtak (1971) – szaktanácsadó
- Herkulesfürdői emlék (1976) – szaktanácsadó
- Őszi almanach (1984)

## Könyvei
- Maár Gyula–Zimre Péter: Sértődött utazás; Szépirodalmi, Budapest, 1970
- Gyilkos van a padláson. Egyfelvonásos; in: Bohók és bohócok. Öt új magyar egyfelvonásos; NPI, Budapest, 1979 (Színjátszók kiskönyvtára)

## Díjai, elismerései
- Mannheimi fesztivál fődíja (1974) Végül
- A filmkritikusok díja (1975)
- Touloni fesztivál: legjobb rendezés díja (1975)
- Újdelhi fesztivál zsűri-különdíja (1984)
- Balázs Béla-díj (1984)
- A Magyar Köztársasági Érdemrend kiskeresztje (1994)
- A Magyar Köztársasági Érdemrend középkeresztje (2009)
- Kossuth-díj (2010)